# Metabelba pseudopapillipes
Metabelba pseudopapillipes är en kvalsterart som först beskrevs av Bulanova-Zachvatkina 1967.  Metabelba pseudopapillipes ingår i släktet Metabelba och familjen Damaeidae. Inga underarter finns listade i Catalogue of Life.